# Michael-Benedikt de Saxe-Weimar-Eisenach
Titre
Prétendant au trône de Saxe-Weimar-Eisenach
Depuis le 14 octobre 1988
(36 ans et 5 mois)
Michael-Benedikt, prince de Saxe-Weimar-Eisenach (nom complet en allemand : Michael-Benedikt Georg Jobst Karl Alexander Bernhard Claus Frederick Prinz von Sachsen-Weimar-Eisenach), né le 15 novembre 1946, est l'actuel chef de la maison grand-ducale de Saxe-Weimar-Eisenach, ainsi que l'aîné en ligne agnatique de la maison de Wettin.

## Biographie
Né à Bamberg en Bavière, il est le fils unique du grand-duc héréditaire Charles de Saxe-Weimar-Eisenach (1912-1988), chef de la maison de Saxe-Weimar-Eisenach (1923-1988), et née baronne Elisabeth von Wangenheim-Winterstein (1912-2010). Parmi ses parrains et marraines figurent la reine Juliana des Pays-Bas et l'imposture Anna Anderson, qui s'est fait passer pour la grande-duchesse Anastasia Nikolaïevna de Russie.
Michael vit d'abord à Weikersheim, puis à Tübingen, Stuttgart et Fribourg. Il étudie au pensionnat de Salem, puis poursuit des études de droit aux universités de Fribourg et de Kiel.
Depuis 1990, il est actif au sein de la Fondation Wartburg à Eisenach, fondée par son grand-père en 1921, et s'y consacre en tant que membre du conseil d'administration et président du conseil consultatif des entreprises économiques de la Wartburg.
Après l'adoption en septembre 1994 de la loi sur l'indemnisation et l'indemnisation, selon laquelle l'expropriation de terres effectuée par l'administration militaire soviétique en Allemagne ne doit pas être annulée mais compensée, Michael-Benedikt achète environ 2 500 hectares de forêt près de Zillbach.
En 2004, il retire sa demande de restitution de nombreuses propriétés, archives et œuvres d'art inestimables dans le cadre d'un accord avec l'État libre de Thuringe et acquiert en échange plusieurs domaines forestiers.
En tant que descendant d'Augusta-Charlotte de Hanovre, sœur aînée du roi George III, le prince Michael de Saxe-Weimar-Eisenach figure dans l'ordre de succession au trône britannique.
Le 12 mai 2022, il devient lauréat du Prix de la Paix.

## Honneurs
- Grand Maître de l'Ordre du Faucon Blanc ;
- Chevalier de l'Ordre de la Maison de Saxe-Ernestine.